# Copa do Nordeste 2024
La Copa do Nordeste 2024 è stata la 21ª edizione della Copa do Nordeste.

## Formato
La competizione, preceduta da un torneo preliminare denominato Pré-Copa do Nordeste che determina le ultime 4 squadre qualificate in aggiunta alle 12 iniziali, si divide in due fasi:
- Nella prima fase le squadre sono suddivise in due gironi da 8 squadre con match di sola andata, al termine dei quali le prime 4 di ciascun gruppo accedono alla fase successiva. Le squadre affrontano avversarie appartenenti all'altro girone.
- Nella seconda fase le 8 squadre qualificate si affrontano in un tabellone a eliminazione diretta con scontro unico ad eccezione della finale in doppia gara. In caso di parità al termine dei tempi regolamentari si procede con i tiri di rigore.

La vincente del torneo, ottiene un posto per il terzo turno di Coppa del Brasile 2025.

## Partecipanti

### Ammesse alla Pré-Copa do Nordeste
Per questa edizione, i criteri di ammissione alla Pré-Copa sono i seguenti:
- Criterio 1: 9 posti sono riservati alle squadre con il ranking federale più alto tra le squadre dei nove campionati statali 2023 nel nord-est, ad eccezione di quelle squadre che hanno già ottenuto un posto nella fase a gironi.
- Criterio 2: 7 posti sono riservati alle migliori squadre classificate in ciascuno dei 3 campionati statali del 2023 tra le squadre del norde-est (esclusi Sergipe e Piauí), ad eccezione delle squadre classificate per la fase a gironi o per Criterio 1.

| Stato               | Squadra (Città)                 | Criterio di qualificazione |
| ------------------- | ------------------------------- | -------------------------- |
| Alagoas             | CSA (Maceió)                    | Criterio 1                 |
| Alagoas             | ASA (Arapiraca)                 | Criterio 2                 |
| Bahia               | Juazeirense (Juazeiro)          | Criterio 1                 |
| Bahia               | Jacuipense (Riachão do Jacuípe) | Criterio 2                 |
| Ceará               | Ferroviário-CE (Fortaleza)      | Criterio 1                 |
| Ceará               | Iguatu (Iguatu)                 | Criterio 2                 |
| Maranhão            | Sampaio Corrêa (São Luís)       | Criterio 1                 |
| Maranhão            | Moto Club (São Luís)            | Criterio 2                 |
| Paraíba             | Botafogo-PB (João Pessoa)       | Criterio 1                 |
| Paraíba             | Sousa (Sousa)                   | Criterio 2                 |
| Pernambuco          | Santa Cruz (Recife)             | Criterio 1                 |
| Pernambuco          | Retrô (Camaragibe)              | Criterio 2                 |
| Piauí               | Altos (Altos)                   | Criterio 1                 |
| Rio Grande do Norte | ABC (Natal)                     | Criterio 1                 |
| Rio Grande do Norte | Potiguar (Mossoró)              | Criterio 2                 |
| Sergipe             | Confiança (Aracaju)             | Criterio 1                 |

### Ammesse alla fase a gironi
Partono dalla fase a gironi di Copa do Nordeste le squadre vincitrici del proprio campionato statale dell'anno precedente, più tre le migliori classificate nel ranking federale degli stati di Bahia, Ceará e Pernambuco che non hanno vinto il rispettivo campionato statale.
| Stato               | Squadra (Città)        | Motivo qualificazione                      |
| ------------------- | ---------------------- | ------------------------------------------ |
| Alagoas             | CRB (Maceió)           | Vincitore del Campionato Alagoano 2023     |
| Bahia               | Bahia (Salvador)       | Vincitore del Campionato Baiano 2023       |
| Bahia               | Vitória (Salvador)     | 15º nel ranking CBF                        |
| Ceará               | Fortaleza (Fortaleza)  | Vincitore del Campionato Cearense 2023     |
| Ceará               | Ceará (Fortaleza)      | 14º nel ranking CBF                        |
| Maranhão            | Maranhão (São Luís)    | Vincitore del Campionato Maranhense 2023   |
| Paraíba             | Treze (Campina Grande) | Vincitore del Campionato Paraibano 2023    |
| Pernambuco          | Sport Recife (Recife)  | Vincitore del Campionato Pernambucano 2023 |
| Pernambuco          | Náutico (Recife)       | 37º nel ranking CBF                        |
| Piauí               | River (Teresina)       | Vincitore del Campionato Piauiense 2023    |
| Rio Grande do Norte | América-RN (Nataò)     | Vincitore del Campionato Potiguar 2023     |
| Sergipe             | Itabaiana (Itabaiana)  | Vincitore del Campionato Sergipano 2023    |

## Pré-Copa do Nordeste
Il sorteggio dei match di Pré-Copa do Nordeste si è tenuto l'8 novembre 2023 nella sede della CBF.

### Primo turno
In caso di parità al termine dei 90 minuti, la vincente verrà decisa tramite i calci di rigore.
| Squadra 1      | Risultato         | Squadra 2  |
| -------------- | ----------------- | ---------- |
| CSA            | 1 – 1 (3-4 dtr)   | Iguatu     |
| Sampaio Corrêa | 2 – 2 (4-5 dtr)   | Potiguar   |
| ABC            | 1 – 0             | Sousa      |
| Confiança      | 1 – 1 (2-4 dtr)   | Retrô      |
| Ferroviário-CE | 1 – 1 (0-3 dtr)   | ASA        |
| Botafogo-PB    | 0 – 0 (3-1 dtr)   | Jacuipense |
| Juazeirense    | 1 – 1 (4-1 dtr)   | Moto Club  |
| Altos          | 2 – 2 (11-10 dtr) | Santa Cruz |

### Secondo turno
In caso di parità al termine dei 90 minuti, la vincente verrà decisa tramite i calci di rigore.
| Squadra 1   | Risultato       | Squadra 2 |
| ----------- | --------------- | --------- |
| ABC         | 1 – 1 (4-2 dtr) | Iguatu    |
| Botafogo-PB | 1 – 1 (4-2 dtr) | Potiguar  |
| Juazeirense | 4 – 0           | Retrô     |
| Altos       | 2 – 1           | ASA       |

## Fase a gironi

### Sorteggio
Il sorteggio della fase a gironi si è tenuto il 18 gennaio 2024 al Teatro Silvio Mendes di Teresina. Le squadre (escluse le formazioni partecipanti alla Pré-Copa do Nordeste) sono state suddivise in quattro urne in base al loro ranking CBF e sorteggiate in due gironi.
| Urna A                                                | Urna B                                      | Urna C                                                       | Urna D                                                |
| ----------------------------------------------------- | ------------------------------------------- | ------------------------------------------------------------ | ----------------------------------------------------- |
| Fortaleza (7) Ceará (14) Bahia (15) Sport Recife (26) | CRB (27) Vitória (29) Náutico (37) ABC (44) | Botafogo-PB (56) Juazeirense (57) Altos (58) América-RN (62) | Treze (79) Itabaiana (106) River (140) Maranhão (205) |

### Girone A
| Squadra      | Pt | G | V | N | P | GF | GS | DG |
| ------------ | -- | - | - | - | - | -- | -- | -- |
| Sport Recife | 17 | 8 | 5 | 2 | 1 | 16 | 8  | +8 |
| CRB          | 15 | 8 | 4 | 3 | 1 | 12 | 6  | +6 |
| Botafogo-PB  | 15 | 8 | 4 | 3 | 1 | 9  | 3  | +6 |
| Ceará        | 15 | 8 | 4 | 3 | 1 | 9  | 6  | +3 |
| Vitória      | 14 | 8 | 4 | 2 | 2 | 12 | 7  | +5 |
| Maranhão     | 14 | 8 | 4 | 2 | 2 | 14 | 13 | +1 |
| América-RN   | 11 | 9 | 3 | 2 | 3 | 9  | 11 | -2 |
| River        | 10 | 8 | 3 | 1 | 4 | 5  | 9  | -4 |

### Girone B
| Squadra     | Pt | G | V | N | P | GF | GS | DG |
| ----------- | -- | - | - | - | - | -- | -- | -- |
| Bahia       | 18 | 8 | 6 | 0 | 2 | 11 | 8  | +3 |
| Fortaleza   | 8  | 8 | 2 | 2 | 4 | 9  | 10 | -1 |
| Altos       | 8  | 8 | 2 | 2 | 4 | 6  | 8  | -2 |
| Náutico     | 7  | 8 | 1 | 4 | 3 | 7  | 8  | -1 |
| ABC         | 7  | 8 | 1 | 4 | 3 | 8  | 12 | -4 |
| Juazeirense | 6  | 8 | 2 | 0 | 6 | 9  | 13 | -4 |
| Treze       | 6  | 8 | 1 | 3 | 4 | 5  | 11 | -6 |
| Itabaiana   | 3  | 8 | 1 | 0 | 7 | 8  | 16 | -8 |

## Fase finale
|  | Quarti di finale | Quarti di finale | Quarti di finale |  |  | Semifinali | Semifinali   | Semifinali |     |   | Finale | Finale          | Finale | Finale | Finale |  |
|  |                  |                  |                  |  |  |            |              |            |     |   |        |                 |        |        |        |  |
|  | 1A               | Sport Recife     | 2                |  |  |            |              |            |     |   |        |                 |        |        |        |  |
|  | 4A               | Ceará            | 1                |  |  | 1A         | Sport Recife | 1          |     |   |        |                 |        |        |        |  |
|  | 2B               | Fortaleza        | 5                |  |  | 2B         | Fortaleza    | 4          |     |   |        |                 |        |        |        |  |
|  | 3B               | Altos            | 0                |  |  |            |              |            |     |   | 2B     | Fortaleza (dtr) | 2      | 0      | 2 (5)  |  |
|  | 1B               | Bahia            | 3                |  |  |            |              | 2A         | CRB | 0 | 2      | 2 (4)           |        |        |        |  |
|  | 4B               | Náutico          | 0                |  |  | 1B         | Bahia        | 0 (7)      |     |   |        |                 |        |        |        |  |
|  | 2A               | CRB (dtr)        | 0 (4)            |  |  | 2A         | CRB (dtr)    | 0 (8)      |     |   |        |                 |        |        |        |  |
|  | 3A               | Botafogo-PB      | 0 (3)            |  |  |            |              |            |     |   |        |                 |        |        |        |  |